# Devenir (livre)
Pour les articles homonymes, voir Devenir.
Devenir (en anglais : Becoming) est le titre des mémoires de Michelle Obama. Ouvrage de 520 pages, il est publié le 13 novembre 2018. Décrit par l'auteur comme une expérience profondément personnelle, le livre parle de ses racines et de la façon dont elle a trouvé sa voix, ainsi que de son temps passé à la Maison-Blanche, de sa campagne de santé publique ainsi que de son rôle de mère. Le livre est publié par Crown (en) et a été traduit en 50 langues. Un million d'exemplaires ont été donnés à First Book, une organisation américaine à but non lucratif qui fournit des livres aux enfants.
Il s'est vendu à plus d'exemplaires que tout autre livre publié aux États-Unis en 2018, battant le record en seulement 15 jours. À l'été 2022, le livre s'était vendu à 18 millions d'exemplaires dans le monde dont 500 000 en langue française.

## Aide d'un prête-plume pour son écriture?
Des sources anonymes proches de Barack Obama rapportent que Michelle Obama a eu l'aide d'un prête-plume pour écrire ses mémoires,. Le New York Observer note que la section des remerciements du livre remercie une équipe de personnes impliquées dans la finition du livre.

## Synopsis
Les 24 chapitres du livre (plus une préface et un épilogue) sont divisés en trois sections : Becoming Me (en français : Devenir moi), Becoming Us (en français : Devenir nous) et Becoming More (en français : Devenir plus).
Becoming Me retrace les débuts de Michelle Obama qui a grandi dans le South Side de Chicago avec ses parents - Fraser et Marian Robinson - dans un appartement à l'étage où elle apprit ses premières leçons de piano tout en essayant d'être une fille indépendante sous la garde nourricière de ses parents. Elle partageait une chambre avec son grand frère Craig. Le livre se poursuit à travers ses études à l'université de Princeton et à la faculté de droit de Harvard, jusqu'à son début de carrière d'avocate au cabinet d'avocats Sidley Austin, où elle a rencontré Barack Obama. Bien que cette section parle considérablement de l'expérience de Michelle Obama à l'université de Princeton et au cabinet d'avocats Sidley Austin, ses expériences de la faculté de droit de Harvard sont mentionnées marginalement par comparaison.
Becoming Us nous parles du début de la relation amoureuse des Obama et suit leur mariage ainsi que le début de sa carrière politique au Sénat de l'État de l'Illinois. Le livre partage l'équilibre de Michelle Obama entre sa position de première Première dame afro-américaine des États-Unis, ses devoirs maternels et ses engagements conjugaux. La section se termine par la soirée électorale de 2008 lorsque Barack Obama a été élu président des États-Unis.
Becoming More emmène les lecteurs à travers la présidence de Barack Obama, l'accent mis par Michelle Obama sur sa campagne Let's Move! et son rôle de « mère en chef » pour ses deux filles Malia (née en 1998) et Natasha, plus connue par son surnom Sasha (née en 2001).
L'épilogue parle du dernier jour des Obama à la Maison-Blanche en passant par la cérémonie d'investiture du candidat républicain Donald Trump et la réflexion de Michelle Obama sur l'optimisme. Elle exprime également son manque de désir de ne jamais se présenter aux élections américaines.

## Ventes de livres
Les ventes totales de livres, y compris les éditions à couverture rigide, audio et de livres électroniques, se sont vendues à environ 725 000 exemplaires rien qu'aux États-Unis et au Canada au cours de sa première journée, ce qui en fait le deuxième meilleur début le plus vendu pour tous les livres en 2018,. Peur du journaliste Bob Woodward détient le record après s'être vendu à environ 900 000 exemplaires au cours de sa première journée. Cependant, Barnes & Noble ont signalé que Devenir a dépassé Peur dans les ventes de la première semaine et a eu plus de ventes de la première semaine concernant les livres pour adultes depuis Va et poste une sentinelle de Harper Lee en 2015. Le livre s'est vendu à 1,4 million d'exemplaires au cours de sa première semaine. Après 15 jours, le livre est devenu le livre le plus vendu aux États-Unis pour l'année 2018.
Au 26 mars 2019, Devenir s'était vendu à 10 millions d'exemplaires. Selon le New York Times, en novembre 2020, le livre s'est « vendu à 14 millions d'exemplaires dans le monde, dont plus de 8 millions aux États-Unis et au Canada » et selon L'Obs à plus de 18 millions à l'été 2020 dont plus de 500 000 exemplaires en français, tous formats confondus.

## Réception
Le site web d'agrégation de critiques Book Marks a indiqué que 18 % des critiques ont donné au livre une critique « élogieuse », tandis que 73 % des critiques ont exprimé des impressions « positives », sur la base d'un échantillon de 22 critiques. Le livre a été sélectionné par le Oprah's Book Club 2.0. Le livre a reçu plus de 42 000 évaluations et plus de 41 000 critiques sur Goodreads et a reçu une note de 4,55 étoiles sur 5. Hannah Giogris, une écrivaine de The Atlantic, a utilisé les mots « rafraîchissant » et « saisissant » pour décrire le livre.
L'édition du livre audio a remporté le Grammy Award for Best Spoken Word Album en 2020.

## Bande originale
Le musicien américain Questlove a organisé une bande sonore pour le livre, intitulée The Michelle Obama Musiaqualogy.

## Tournée
En novembre 2018, Michelle Obama a fait une tournée nationale souvent à guichets fermés en commençant à Chicago dans l'amphithéâtre du United Center. Michelle Obama a présenté en avant-première le livre et la tournée lors de l'émission de télévision Windy City Live de Chicago dans le lycée Whitney M. Young Magnet High School.
La tournée initiale comprenait 12 lieux dans 10 villes, mais a augmenté avec sa popularité. En février 2019, 21 autres villes avaient été ajoutées, dont six en Europe  et quatre au Canada.

## Documentaire
En mai 2020, un film documentaire basé sur le livre est sorti sur la plateforme de vidéo à la demande Netflix en suivant Michelle Obama tout au long de sa tournée de livres. Le documentaire présente des images des voyages de Michelle Obama dans les coulisses de la tournée et des clips de ses interviews sur scène avec des animateurs tels Oprah Winfrey et Stephen Colbert.